# かんたんクッキング
「かんたんクッキング」は、日本コロムビアから発売された童謡のコンピレーション・アルバムのシリーズ。1996年8月21日発売。

## 概要
- 子供でも作れる簡単な料理を、歌にしたCD。
- CDは2枚同時発売で、全曲カラオケ付き。

## 作品

### かんたんクッキング わくわくおべんとう
- 品番はCOCC-13636。
- 1.チクタクみじたくソング
- 2.元気もりもりお弁当
- 3.お米あらいはシャカパッパ～ふかふかホッホ
- 4.おにぎりコロリン
- 5.笹まきサッサ
- 6.まぜまぜごはん
- 7.バッチリ!5色べんとう
- 8.最初はグーッ!の卵やき
- 9.ギュウギュウ牛肉つくだに
- 10.もうじき ひじきの煮物
- 11.キンキラきんぴらごぼう
- 12.なんでもマフィン
- 13.マイ・スペシャル・バーガー
- 14.まきまきキャンディ・ロールサンド
- 15.ピクニックに行こう
- 16.チクタクみじたくソング（カラオケ）
- 17.元気もりもりお弁当（カラオケ）
- 18.お米あらいはシャカパッパ～ふかふかホッホ（カラオケ）
- 19.おにぎりコロリン（カラオケ）
- 20.笹まきサッサ（カラオケ）
- 21.まぜまぜごはん（カラオケ）
- 22.バッチリ!5色べんとう（カラオケ）
- 23.最初はグーッ!の卵やき（カラオケ）
- 24.ギュウギュウ牛肉つくだに（カラオケ）
- 25.もうじき ひじきの煮物（カラオケ）
- 26.キンキラきんぴらごぼう（カラオケ）
- 27.なんでもマフィン（カラオケ）
- 28.マイ・スペシャル・バーガー（カラオケ）
- 29.まきまきキャンディ・ロールサンド（カラオケ）
- 30.ピクニックに行こう（カラオケ）

### かんたんクッキング ときめきデザート
- 品番はCOCC-13637。
- 1.おかしなおかしなお菓子の家
- 2.パワーアップほうれんそう
- 3.RING!RING!ドーナッツ
- 4.ホットななかよし3人組
- 5.ロールケーキを焼くのなら
- 6.シャリシャリ・オレンジシャーベット
- 7.プカプカスイカップ
- 8.フルーツ水ぞくかん
- 9.白玉コロン
- 10.コロコロたまごボーロ
- 11.さくらのほっぺ
- 12.やきもち焼きリンゴ
- 13.やわらカイのマドレーヌ
- 14.笑顔のチーズケーキ
- 15.魔法のラッピング
- 16.おかしなおかしなお菓子の家（カラオケ）
- 17.パワーアップほうれんそう（カラオケ）
- 18.RING!RING!ドーナッツ（カラオケ）
- 19.ホットななかよし3人組（カラオケ）
- 20.ロールケーキを焼くのなら（カラオケ）
- 21.シャリシャリ・オレンジシャーベット（カラオケ）
- 22.プカプカスイカップ（カラオケ）
- 23.フルーツ水ぞくかん（カラオケ）
- 24.白玉コロン（カラオケ）
- 25.コロコロたまごボーロ（カラオケ）
- 26.さくらのほっぺ（カラオケ）
- 27.やきもち焼きリンゴ（カラオケ）
- 28.やわらカイのマドレーヌ（カラオケ）
- 29.笑顔のチーズケーキ（カラオケ）
- 30.魔法のラッピング（カラオケ）